# Brackley Beach
Brackley Beach är en strand i Kanada.   Den ligger i provinsen Prince Edward Island, i den östra delen av landet, 1 000 km öster om huvudstaden Ottawa.
Omgivningarna runt Brackley Beach är en mosaik av jordbruksmark och naturlig växtlighet. Runt Brackley Beach är det ganska glesbefolkat, med 23 invånare per kvadratkilometer.